# Thinobius frizzeli
Thinobius frizzeli är en skalbaggsart som beskrevs av Hatch 1957. Thinobius frizzeli ingår i släktet Thinobius och familjen kortvingar. Inga underarter finns listade i Catalogue of Life.